# Jakob Janussen
Jakob Janussen (født 26. oktober 1941 i Narsaq, død 20. oktober 2023 på Frederiksberg, Danmark) var en grønlandsk embedsmand og politolog som prægede udviklingen af Grønlands Selvstyre. Han var formand for Grønlands selvstyrekommission og leder af den dansk-grønlandske selvstyrekommissions sekretariat.

## Livsforløb
Jakob Janussen var søn af fanger og fåreholder Jens David Tittus Johan Thomas Janussen (1895-1969)  og hans kone Kristiane Johanne Mariane Sibylle Poulsen (1897-1951) Han blev 19. august 1972 gift med Estrid Kristensen (født 1951), en dansker, der senere blev direktør for Grønlands Universitet, datter af universitetslektor Erik Kristensen (død 2006) og universitetslektor Hanna Kielland-Brandt.
Jakob Janussen gik på Katedralskolen i Viborg, hvorfra han blev student i 1963. Derefter begyndte han at studere på Aarhus Universitet, hvor han blev cand.scient.pol. i 1974. Fra 1974 til 1977 var han ansat i Grønlandsministeriet og fra 1977 til 1979 i Grønlandsrådet. Fra 1975 til 1978 var han informationsmedarbejder i Hjemmestyrekommissionen. Efter indførelsen af Hjemmestyre arbejdede han for den grønlandske regering indtil 1997. Fra 1997 til 2000 var han direktør for KANUKOKA, de grønlandske kommuners sammenslutning. Fra 2000 til 2001 var han direktør for Inatsisartut. Han var formand for Grønlands Selvstyrekommission, der arbejdede fra 1999 til 2003. Derefter var han leder af det grønlandske sekretariat for den dansk-grønlandske selvstyrekommission, som virkede fra 2004 til 2008.
Jakob Janussen havde adskillige tillidshverv. Fra 1980 til 1983 var han formand for undervisningsafdelingen på Qorsussuaq Skole i Nuuk, fra 1985 til 1987 formand for Grønlands Tjenestemandskommission og fra 1987 til 1989 formand for Grønlands Arbejdsklimaråd. Han var også medlem af bestyrelsen for Sydgrønlands Bogtrykkeri fra 1980 til 1991, medlem af Nuuk Kommunes Børnefond i 1987, fra 1987 til 1990 medlem af bestyrelsen for Det grønlandske Baseselskab og medlem af Det Offentlige Aftaleråd for Grønland fra 1988 til 1991. Han modtog en æresdoktorgrad fra Grønlands Universitet i 2017.
Jakob Janussen døde efter lang tids sygdom på Frederiksberg Hospital natten til den 20. oktober 2023 kort før sin 82-års fødselsdag og efterlod sig sin kone, to børn og fem børnebørn.

## Bøger
- 1998: Det grønlandske aftalesystem
- 1999: Rigsfællesskabet set fra grønlandsk side
- 2003: Demokratiets vilkår i Grønland
- 2010: Greenland's actual political situation, with particular focus on its role within Danish kingdom and the international level
- 2019: Grønlands vej til større selvbestemmelsesret